# Tofield
Tofield es un pueblo canadiense situado en la provincia de Alberta.

## Superficie
Tofield tiene una superficie de 8,21 km².

## Demografía
En 2021, tenía 2045 habitantes, una densidad poblacional de 249,2 hab./km², y 871 viviendas.